# María de Ulloa
María de Ulloa (m. 1548) fue una noble leonesa, conocida por ser camarera mayor de la reina Juana I de Castilla. 

## Biografía
Se presume que María de Ulloa nació en Toro en una fecha anterior a 1473. Fue hija del Rodrigo de Ulloa, señor de la Mota, alcaide de la fortaleza de Toro y contador mayor bajo los reinados de Enrique IV de Castilla y los Reyes Católicos. Su madre Aldonza de Castilla, era hija de Pedro de Castilla, obispo de Osma y Palencia y nieto del rey Pedro I de Castilla, y de Isabel de Drochelín, servidora de la reina Catalina de Lancaster. 
El 5 de marzo de 1484, cuando era todavía menor de edad, se pactó su matrimonio con Diego Gómez de Sarmiento, hijo de Diego Gómez de Sarmiento y Marina del Villandrando, condes de Salinas. Su suegro y su marido murieron antes de 1506, ya que para ese momento el hijo mayor de María, también llamado Diego Gómez de Sarmiento, era conde de Salinas. En María de Ulloa y su hijo fueron demandados  por su suegra, Marina de VIllandrando, y sus cuñados (Pedro, Juan, Marina e Isabel), quienes reclamaban la parte que les correspondía de la herencia familiar.
También fue en 1506 cuando María de Ulloa inició su ascenso político. Tras la muerte de Felipe I de Castilla, María de Ulloa se convirtió en dama de su viuda, la reina Juana. María contó con la confianza de la soberana, y se aseguró que no se acercaran a ella los detractores del padre de ésta, Fernando el Católico, que aspiraba a regresar a Castilla para asumir la gobernación en nombre de su hija.  Debido a que Juana I no disponía de una partera durante su estancia en Torquemada, María de Ulloa tuvo que asistirla durante el alumbramiento de su última hija, la infanta Catalina de Austria. 
Fernando el Católico regresó a Castilla en 1507. María de Ulloa siguió al lado de la reina Juana, incluso después de que fuera recluida en Tordesillas. Para compensarla por los servicios que prestó a la Corona en su ausencia, el rey Fernando consiguió le consiguió a María de Ulloa el hábito de la Orden de Santiago  y estabilizó su posición en la casa de la reina nombrándola camarera mayor.
El 10 de agosto de 1511, Luis Ferrer informó a Fernando el Católico de que la reina Juana se había enfadado de María de Ulloa por haberse ausentado en varias ocasiones del palacio de Tordesillas para atender sus asuntos personales. Este evento no tuvo consecuencia, y María de Ulloa siguió en su puesto hasta la muerte de Fernando el Católico en 1516. En abril de ese mismo año, María de Ulloa se dirigió a Francisco Jiménez de Cisneros, afirmando haber estado “sufriendo lo que ninguna de sus esclavas podía sufrir”.
Tras la muerte de Fernando el Católico, María de Ulloa denuncia ante Cisneros los desencuentros entre su primo, Diego de Castilla, y Luis Ferrer, quienes se disputaban el control del palacio de Tordesillas y la propia reina Juana. En algún momento posterior de ese mismo año, María de Ulloa dejó de ser camarera mayor de la reina y nadie la sustituyó.
El 14 de marzo de 1516 el hijo de la reina, el príncipe Carlos, se autoproclamó como rey junto con su madre. Este acto era contrario a las leyes castellanas y no todos lo aceptaron, entre ellos María de Ulloa, que no ordenó alzar pendones por el rey Carlos hasta el mes de mayo. 
El 17 de abril de 1518 María de Ulloa emancipó a su hijo Diego Gómez de Sarmiento, conde de Salinas y Ribadeo. En algún momento posterior se retiró al convento de Santo Domingo el Real de Madrid, que estaba relacionado con el linaje de Pedro I de Castilla al que ella pertenecía.
En 1528 Carlos I sopesó reformar la casa de su esposa, Isabel de Portugal, y reemplazar a su camarera mayor, Guiomar de Melo. Entre las sustitutas valoradas, estaba María de Ulloa. Finalmente, no se produjo ningún cambio y Guiomar siguió sirviendo a la emperatriz.
El 19 de septiembre de 1547 firmó su testamento en Toro. Éste fue abierto un año después, indicando que había fallecido.

## Matrimonio y descendencia
Del matrimonio de Diego Gómez de Sarmiento y María de Ulloa nacieron cuatro hijos.
- Diego Gómez de Sarmiento y Villandrando (m. 1561), conde de Salinas y Ribadeo. Su madre negoció su compromiso con Brianda de la Cerda, a pesar de las reticencias de Fernando el Católico. Se casaron en 1519. Brianda falleció en 1551 y Diego en 1561. [1]
- Marina Sarmiento. Su madre negoció su matrimonio con Antonio de Padilla, adelantado mayor de Castilla, pero Fernando el Católico ordenó romper el compromiso por no haber recibido dispensa del papa. María de Ulloa tuvo que pleitear contra el adelantado para recuperar el dinero de la dote. Finalmente, Marina profesó en el monasterio del Sancti Spiritus, en Toro. [1]
- Ana Sarmiento. En 1517 María de Ulloa negoció su matrimonio con Alfonso de Aragón, conde de Ribagorza. Su marido falleció en 1550. Ella mantuvo un papel destacado, siendo la gobernadora del condado durante la ausencia de su hijo entre 1554 y 1559. Falleció en 1576. [1]
- Alfonso Sarmiento, quien falleció antes que su madre. [1]